# Hino de Riego
Conhece-se por Hino de Riego a marcha militar espanhola do século XIX de inspiração nos tradicionais hinos militares e na "Marselhesa", composto por José Melchor Gomis dedicada ao Tenente Coronel Rafael de Riego, e que foi o hino nacional espanhol durante o Triênio Liberal (1820—1823) e a Segunda República Espanhola (1931—1939). Foi também hino co-oficial junto à Marcha Granadera durante a Primeira República. Durante a Primeira Guerra Carlista era cantado pelas tropas liberais, sendo proibido durante a Década Ominosa de Fernando VII e parte do reinado de Isabel II.
Riego foi um símbolo dos liberais da Espanha durante o século XIX e princípios do século XX, alçou-se contra o absolutismo de Fernando VII na localidade de Las Cabezas de San Juan, província de Sevilha (1 de janeiro de 1820) para instaurar um novo regime constitucional que teria como norma básica a pioneira Constituição de 1812, redigida oito anos antes pelas Cortes de Cádis.

## Letras
Além da letra oficial durante o período republicano, o Hino de Riego teve letras populares alternativas.
A letra original foi composta por Evaristo San Miguel em 1820, oficializada como hino nacional durante o Triênio Liberal e restaurada por desejo de Manuel Azaña na II República.
No entanto, tradicionalmente, na versão oficializada do hino durante a sua vigência na II República Espanhola cantavam-se outras três estrofes.
Também houve um hino republicano alternativo, que era  uma adaptação do hino cantado em centros de ensino republicanos no México, e várias versões usadas popularmente à época da República de jeito satírico, refletindo o sentimento anticlerical e antimonárquico dos que as cantavam.

### Letra oficial (Autor: Evaristo San Miguel Valledor)
Serenos y alegres

valientes y osados

cantemos soldados

el himno a la lid.

De nuestros acentos

el orbe se admire

y en nosotros mire

los hijos del Cid.

Soldados la patria

nos llama a la lid,

juremos por ella

vencer, vencer o morir.

El mundo vio nunca

más noble osadía,

ni vio nunca un día

más grande el valor,

que aquel que, inflamados,

nos vimos del fuego

excitar a Riego

de Patria el amor.

Soldados la patria

nos llama a la lid,

juremos por ella

vencer, vencer o morir.

La trompa guerrera

sus ecos da al viento,

horror al sediento,

ya ruge el cañon

a Marte, sañudo,

la audacia provoca

y el ingenio invoca

de nuestra nación.

Soldados la patria

nos llama a la lid,

juremos por ella

vencer, vencer o morir.

## Polêmicas e interpretações em atos oficiais

### Alemanha, 1941
O Esquadrão Aéreo Expedicionário Espanhol, denominada também Esquadrilha Azul, foi uma unidade do Exército do Ar que serviu na Luftwaffe, como parte da Divisão Azul durante a Segunda Guerra Mundial. Na Alemanha, no aeródromo de Berlin-Tempelhof, renderam-lhes honras militares, com pouca fortuna na sua preparação, pois a banda germana dedicou-lhes os compassos do Hino de Riego
Por este erro foi arrestado o diretor da banda de música.

### Cuzco, 1951
Ernesto Guevara, antes de se tornar no famoso Che Guevara, recolhe nos seus Diários de motocicleta, sobre a viagem que fez na sua juventude com Alberto Granado pela América Hispânica, uma curiosa anedota sobre o Hino de Riego acontecida em Cuzco em 1951, na qual, quando os religiosos da cidade decidiram que uma orquestra tocasse o hino para agradecer ao general Francisco Franco a subvenção para reconstruir o templo de Santo Domingo, danificado por um desastre natural. Devido a uma equivocação tocaram o hino de Riego até se darem conta do erro. Assim o recolhe ele nos seus diários:
| “ | Os campanários da catedral, demolidos pelo terramoto de 1950, foram reconstruídos por conta do governo do general Franco e em prova de gratitude foi ordenada à banda executar o hino espanhol. Sonaram os primeiros acordes e viu o barrete vermelho do bispo encarnar-se mais ainda enquanto os seus braços movimentavam-se como os de uma marioneta: “Parem, parem, há um erro”, dizia, enquanto se ouvia a indignada voz de um gaita: “dois anos trabalhando, para isto!”. A banda -não sei se bem ou mal intencionada-, iniciara a execução do hino republicano. | ” |

### Copa Davis, 2003
Em 28 de novembro de 2003, o Hino de Riego sonou por erro como hino oficial da Espanha durante a inauguração da final da Copa Davis de Tênis em Melbourne (Austrália), antes de um partido que deviam disputar as equipas espanhol e australiano. Ao sonar os primeiros compassos, Juan Antonio Gómez Angulo, o então secretário de Estado para o desporto, presente nas gradas, ordenou aos jogadores voltar para os vestuários e elevou um protesto à organização, referindo-se ao fato como a uma "ofensa à nação espanhola." Esta desculpou-se alegando que, aparentemente, foi devido a um erro no CD fornecido pela Federação Australiana ao trompetista JamesMorrison , encarregado de interpretar os hinos nacionais. Contudo estas desculpas não se consideraram suficientes, pelo qual se pediram explicações oficiais ao governo australiano.

### Santiago do Chile, 2007
Em 8 de novembro de 2007 O hino de Riego sonou no Chile durante uma visita oficial do presidente espanhol, José Luis Rodríguez Zapatero.